# Dekanat miński V
Dekanat miński V – jeden z siedmiu miejskich dekanatów wchodzących w skład eparchii mińskiej Egzarchatu Białoruskiego Patriarchatu Moskiewskiego.

## Parafie w dekanacie
- Parafia Dońskiej Ikony Matki Bożej w Mińsku
  - Cerkiew Dońskiej Ikony Matki Bożej w Mińsku
- Parafia św. Jerzego Zwycięzcy w Mińsku
  - Cerkiew Mińskiej Ikony Matki Bożej w Mińsku
- Parafia św. Mikołaja Cudotwórcy w Mińsku
  - Cerkiew św. Mikołaja Cudotwórcy w Mińsku
- Parafia Narodzenia św. Jana Chrzciciela w Mińsku
  - Cerkiew Narodzenia św. Jana Chrzciciela w Mińsku
- Parafia Ikony Matki Bożej „Niewyczerpany Kielich” w Mińsku
  - Cerkiew Ikony Matki Bożej „Niewyczerpany Kielich” w Mińsku
- Parafia Włodzimierskiej Ikony Matki Bożej w Mińsku
  - Cerkiew Włodzimierskiej Ikony Matki Bożej w Mińsku
- Parafia Zwiastowania Najświętszej Maryi Panny w Mińsku
  - Cerkiew Zwiastowania Najświętszej Maryi Panny w Mińsku

## Galeria

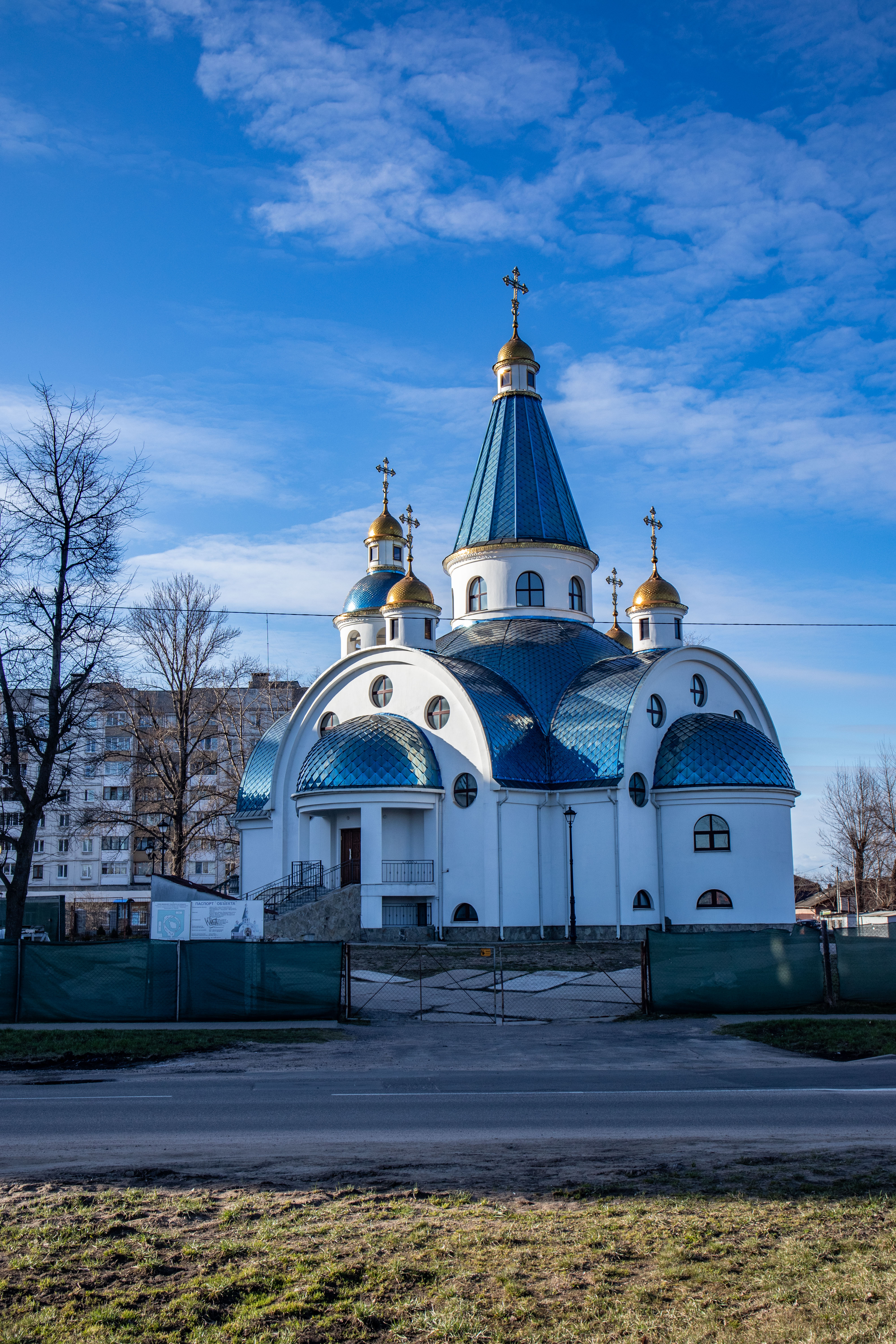
Cerkiew Ikony Matki Bożej „Niewyczerpany Kielich” w Mińsku
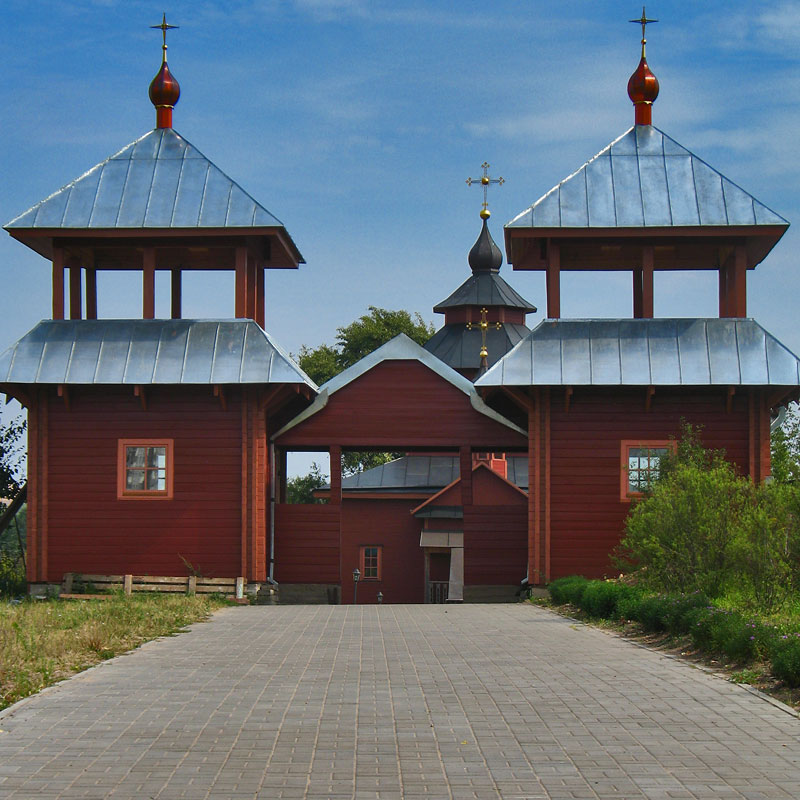
Cerkiew św. Mikołaja Cudotwórcy w Mińsku
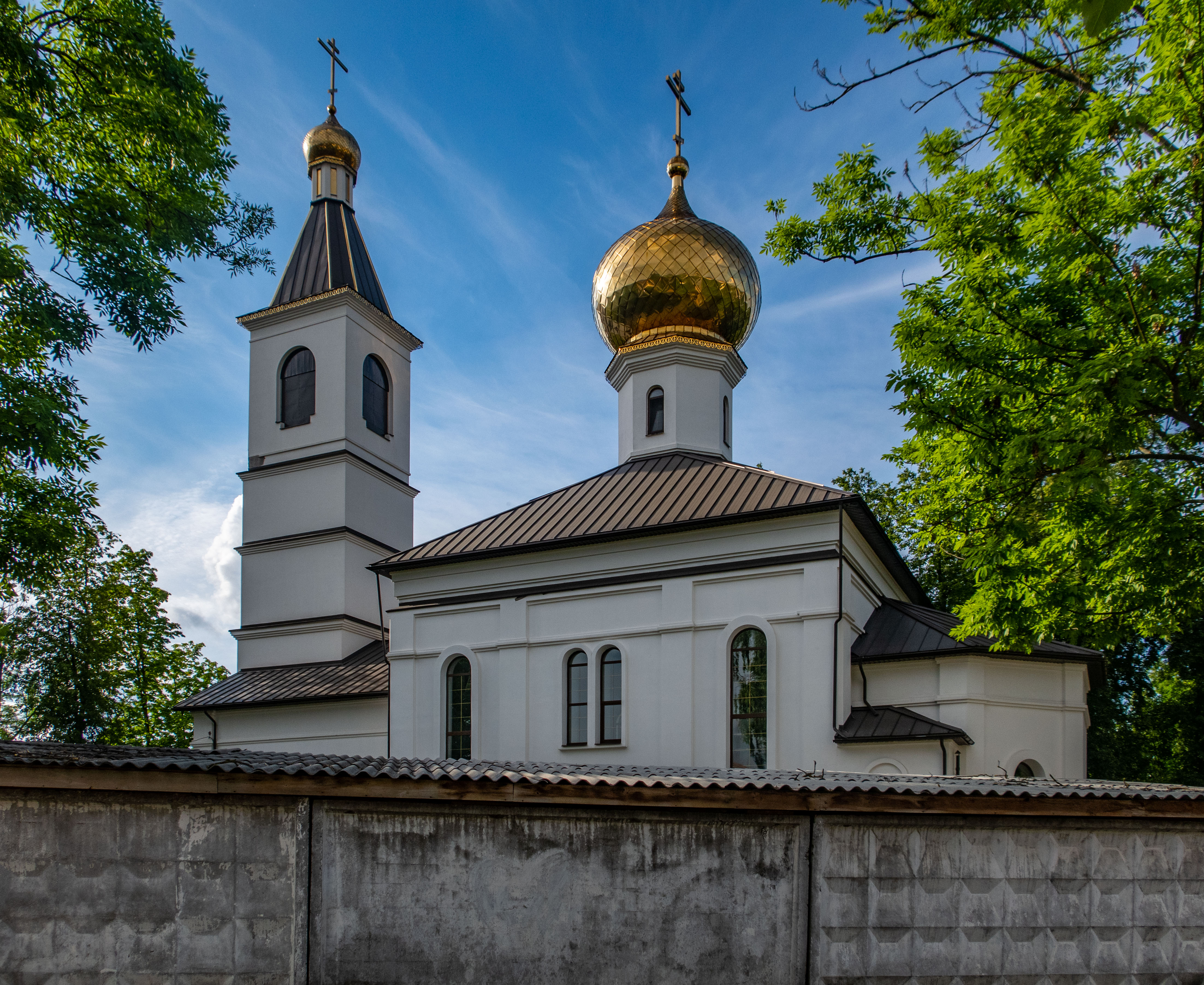
Cerkiew Narodzenia św. Jana Chrzciciela w Mińsku
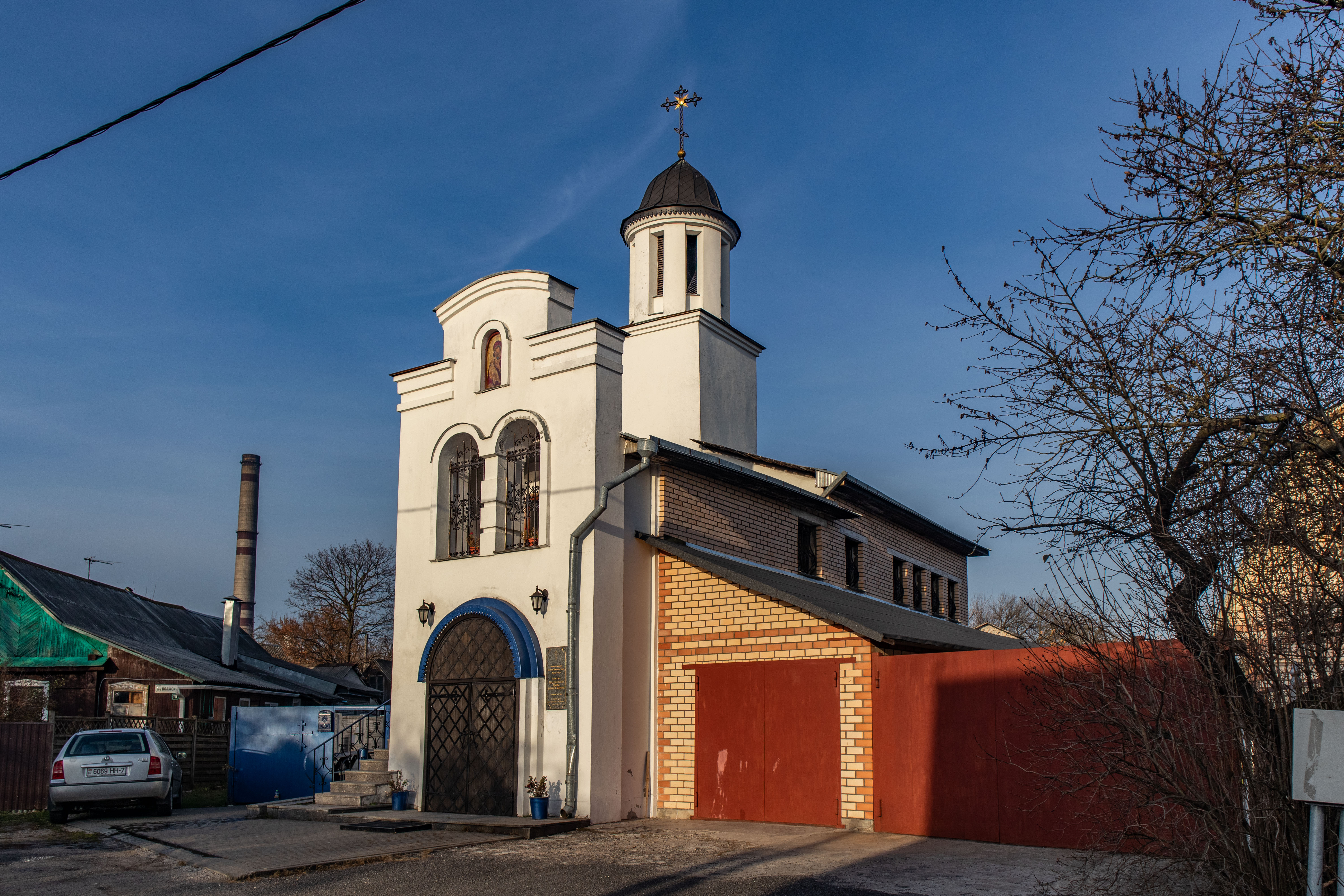
Cerkiew Włodzimierskiej Ikony Matki Bożej w Mińsku